# R-重子
超對稱R-重子是一種假想中的複合粒子，屬於奇異重子，因其與重子的標準模型不同。目前並沒有實驗證據以確認其存在，引入這種粒子是用以解釋反常的現象。

## 理論
R-重子具有三顆夸克和一顆超膠子。
當中以 {\displaystyle {\mbox{S}}^{0}} 指代的最輕R-重子具有一顆上夸克、一顆下夸克、一顆奇夸克和一顆超膠子。它在理論上為壽命較長或穩定的粒子，並被用作解釋極高能宇宙線。